# История глаза
«История глаза» (фр. L’histoire de l’oeil) — книга Жоржа Батая, написанная в 1928 году, которая, как психоаналитическая работа, рассказывает о всё более странных сексуальных извращениях пары подростков-любовников. Книга состоит из нескольких эпизодов, сосредоточенных вокруг половой связи между юношей (повествователем, имя которого не называется) и Симоной, его первой девушкой. В эпизодах встречаются две второстепенные фигуры: Марсель, психически больная 16-летняя девочка, и лорд Эдмунд, английский аристократ-вуайерист в эмиграции.

## Барт: Метафора глаза и жидкости
Ролан Барт опубликовал своё эссе «Метафора глаза» в журнале Critique, принадлежащем Батаю, вскоре после его смерти в 1962 году. Исследование Барта сосредотачивается на центральном положении глаза в произведении и обращает внимание на то, что глаз равнозначен яйцу, бычьим тестикулам и другим овальным объектам в повествовании. Барт также прослеживает группу метафор, связанных с жидкостями, такими как слёзы, кошачье молоко, частые сцены мочеиспускания, яичный желток, кровь и сперма.

## Отсылки в культуре
- Певица Бьорк вдохновилась этой книгой. Например, её клип «Venus as a Boy». Перед The Sugarcubes и своей сольной карьерой Бьорк пела в группе Kukl, их дебютный альбом 1984 года The Eye[англ.] также является отсылкой к «Истории глаза».
- Группа Eyehategod записала песню под названием «Story of the Eye» (позже включена в альбом Southern Discomfort[англ.]).
- В фильме Ричарда Линклейтера «Перед рассветом» 1995 года героиня Селин читает книгу «История глаза» в поезде в самом начале фильма.